# Comuna Vălcedrăm, Montana
Vălcedrăm (în bulgară Вълчедръм) este o comună în regiunea Montana, Bulgaria, formată din orașul Vălcedrăm și satele Botevo, Băzoveț, Cerni Vrăh, Dolni Țibăr, Gorni Țibăr, Ignatovo, Mokreș, Razgrad, Septemvriiți și Zlatia. 

## Demografie
Componența etnică a comunei Vălcedrăm
     Romi (19,73%)
     Bulgari (77,05%)
     Nicio identificare (2,84%)
     Altele (0,94%)
La recensământul din 2011, populația comunei Vălcedrăm era de 9.900 locuitori. Din punct de vedere etnic, majoritatea locuitorilor (77,05%) erau bulgari, cu o minoritate de romi (19,73%). Pentru 2,84% din locuitori nu este cunoscută apartenența etnică.